# UFC Fight Night: Gaethje vs. Vick
UFC Fight Night: Gaethje vs. Vick (conosciuto anche come UFC Fight Night 135) è stato un evento di arti marziali miste tenuto dalla Ultimate Fighting Championship il 25 agosto 2018 alla Pinnacle Bank Arena di Lincoln, negli Stati Uniti d'America.

## Risultati
|                                   | Divisione             |                     |                 |                  | Metodo                                      | Round           | Tempo           | Premio          |
| Card Principale                   | Card Principale       | Card Principale     | Card Principale | Card Principale  | Card Principale                             | Card Principale | Card Principale | Card Principale |
| --------------------------------- | --------------------- | ------------------- | --------------- | ---------------- | ------------------------------------------- | --------------- | --------------- | --------------- |
|                                   | Pesi leggeri          | Justin Gaethje      | batte           | James Vick       | KO (pugno)                                  | 1               | 1:27            | POTN            |
|                                   | Pesi piuma            | Michael Johnson     | batte           | Andre Fili       | Decisione non unanime (29-28, 27-30, 29-28) | 3               | 5:00            |                 |
|                                   | Pesi paglia femminili | Cortney Casey       | batte           | Angela Hill      | Decisione non unanime (30-27, 28-29, 29-28) | 3               | 5:00            |                 |
|                                   | Pesi welter           | Bryan Barberena     | batte           | Jake Ellenberger | KO tecnico (pugni)                          | 1               | 2:26            |                 |
|                                   | Pesi mosca            | Deiveson Figueiredo | batte           | John Moraga      | KO tecnico (gancio al corpo e pugni)        | 2               | 3:08            |                 |
|                                   | Pesi medi             | Eryk Anders         | batte           | Tim Williams     | KO (calcio alla testa)                      | 3               | 4:42            | POTN            |
| Card Preliminare (Fox Sports 2)   |                       |                     |                 |                  |                                             |                 |                 |                 |
|                                   | Pesi welter           | James Krause        | batte           | Warlley Alves    | KO tecnico (ginocchiata e pugni)            | 2               | 2:28            |                 |
|                                   | Pesi gallo            | Cory Sandhagen      | batte           | Iuri Alcântara   | KO tecnico (pugni)                          | 2               | 1:01            | FOTN            |
|                                   | Pesi medi             | Andrew Sanchez      | batte           | Markus Perez     | Decisione unanime (29-28, 29-28, 29-28)     | 3               | 5:00            |                 |
|                                   | Pesi welter           | Mickey Gall         | batte           | George Sullivan  | Sottomissione (rear-naked choke)            | 1               | 1:09            |                 |
| Card Preliminare (UFC Fight Pass) |                       |                     |                 |                  |                                             |                 |                 |                 |
|                                   | Pesi mosca femminili  | Joanne Calderwood   | batte           | Kalindra Faria   | Sottomissione (armbar triangolo)            | 1               | 4:57            |                 |
|                                   | Pesi leggeri          | Drew Dober          | batte           | Jon Tuck         | Decisione unanime (30-27, 30-26, 30-26)     | 3               | 5:00            |                 |
|                                   | Pesi gallo            | Rani Yahya          | batte           | Luke Sanders     | Sottomissione (heel hook)                   | 1               | 1:31            |                 |

## Premi
I lottatori premiati ricevettero un bonus di 50.000 dollari.
Legenda:
- FOTN: Fight of the Night (vengono premiati entrambi gli atleti per il miglior incontro dell'evento)
- POTN: Performance of the Night (viene premiato il vincitore per la migliore performance dell'evento)